# Archimob
Archimob (von frz. «Archives de la Mobilisation») ist das grösste Oral-History-Projekt der Schweiz. Es entstand im Kontext der Schweizer Debatte um die nachrichtenlosen jüdischen Konten und um den Aussenhandel des Landes mit den faschistischen Staaten im Zweiten Weltkrieg, die Ende der 1990er-Jahre von grosser öffentlicher Relevanz war. Die vom Parlament einberufene so genannte Bergier-Kommission (UEK) untersuchte seit 1996 mit den traditionellen Instrumenten der Geschichtswissenschaft den Umgang des Landes mit der Situation von 1939–1945. Archimob lässt sich vor diesem Hintergrund als eine ergänzende Perspektive verstehen, welche die Erinnerungen der Zeitzeugen als Quelle nutzt und nicht die klassischen Archivdokumente.
Archimob wurde 1998 vom Filmemacher Frédéric Gonseth gegründet. Dem Verein gehören über vierzig Historiker und Filmschaffende aus der Schweiz an. Er hat zum Ziel, Zeugnisse über die Zeit des Zweiten Weltkriegs in der Schweiz zu sammeln und zu archivieren. Von 1999 bis 2001 führte der Verein 555 Interviews mit Zeitzeugen. Angaben zu den Zeitzeugen und Ausschnitte aus den Interviews sind online über eine Datenbank zugänglich.
Aus dem Projekt ist eine Wanderausstellung mit dem Titel «L’Histoire c’est moi» entstanden sowie 22 Dokumentarfilme, die in der Ausstellung und in Kinos gezeigt wurden. Dazu gehört auch ein Lesebuch («Landigeist und Judenstempel»), das bis heute als Oral-History-Quellensammlung in akademischem Rahmen eingesetzt wird.